# Anton Schmidt

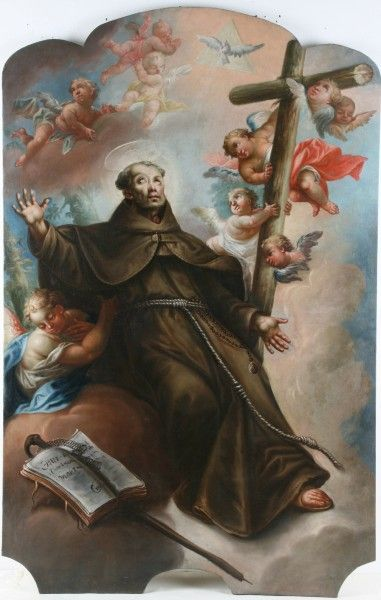
Anton Schmidt, Svatý Petr z Alcantary, před 1763, olej na plátně, Slovenská národní galerie, Bratislava

Anton Schmidt (asi 1706, Vídeň, Rakousko — 30. ledna 1773, Banská Štiavnica) byl rakouský barokní malíř, podle dochovaných prací činný zejména na území středního Slovenska, jeden z nejvýznamnějších představitelů pozdně barokního malířství na Slovensku.

## Životopis
Údaje z jeho raného života jsou velmi málo známy. Velmi sporné je i datum jeho narození. Podle výzkumů historiků je ale docela možné, že Anton Schmidt se sice narodil ve Vídni, ale primárně mohl pocházet z významné banskoštiavnické rodiny důlních podnikatelů a těžařů.
Kolem třicátých let 18. století (pravděpodobně v roce 1728) studoval na vídeňské Akademii výtvarných umění. Po jejím absolvování svou uměleckou dráhu začal jako spolupracovník významného císařského dvorního divadelního dekoratéra a architekta Giuseppa Galli Bibbieny. Schmidtovým dosud jediným známým dílem zachovaným ve Vídni je oltářní obraz Zasnoubení Panny Marie v kapli Kurhaus při Dómu sv. Štěpána. Jako pomocník Giuseppa Bibbienu se v roce 1736 podílel na výmalbě sálu koháriovského zámku v dolnorakouském Ebenthalu.
Navzdory slibně se rozvíjející kariéře Vídeň opustil a od konce čtyřicátých let 18. století svůj další soukromý i umělecký život natrvalo spojil se středním Slovenskem. Následující dvě desetiletí se se jménem tohoto malíře spojují všechna významnější výtvarná díla v oblasti středoslovenských báňských měst. Je to přirozené, protože zde, jako jediný usazený umělec s akademickým vzděláním i titulem, neměl významnějšího konkurenta. Usadil se natrvalo v Banské Štiavnici; v lednu 1752 ho zde přijali i za měšťana. Zde nakonec i 30. ledna 1773 zemřel.

## Dílo
Byl všestranným umělcem a nebránil se žádné objednávce. Maloval portréty, supraporty, žánrové výjevy, ale i např. střelecké terče, podílel se na návrzích a realizacích slavnostní výzdoby interiérů (např. slavobrány při příležitosti návštěvy císaře Františka Štěpána I. v důlních městech v létě roku 1751) apod. Jeho doménou však byly především díla sakrálního charakteru, z nich vynikly zejména monumentální fresky a oltářní obrazy, které se dodnes zčásti zachovaly v chrámech a muzejních sbírkách středoslovenských měst. Jeho díla jsou symbiózou rakouské a benátské malířské školy.
K nejvýznamnějším pracím Antona Schmidta patří výmalba Kostela svatého Kříže na banskoštiavnické kalvárii z roku 1745 a fresková výzdoba presbytáře piaristického Kostela Nejsvětější Trojice a Nanebevzetí Panny Marie v Prievidzi (z let 1750 - 1765; během prací došlo k seznámení a začátku dlouhodobé spolupráce s vynikajícím slezským sochařem Dionýsem Ignácem Stanetim). Podstatnou měrou se Anton Schmidt -Schemniciensis Pictor academicus- podílel na výzdobě zámečku ve Svätém Antonu. V letech 1750 - 1752 zde freskami vyzdobil fasádové tympanony, slavnostní schodiště, zámeckou kapli Nanebevzetí Panny Marie (fresky Nanebevzetí Panny Marie, Alegorie církve) i mariánskou kapli svatého Jana Nepomuckého. Na freskové výmalbě svätoantonského zámečku je u Schmidta příznačná kompoziční závislost na grafických předlohách, zejména inspirace rytinami augsburského malíře Johanna Georga Bergmüllera (1688 - 1762).
Další díla zanechal při výzdobě kostelů v Kremnici (farní Kostela svaté Kateřiny Alexandrijské), Štiavnických Baních (bývalý kostel hieronymitánů). Schmidtova tvorba ojediněle zasahovala i na východní Slovensko (výzdoba farního Kostela Nanebevzetí Panny Marie v Podolínci), kde našla řadu pokračovatelů v místních tvůrcích.

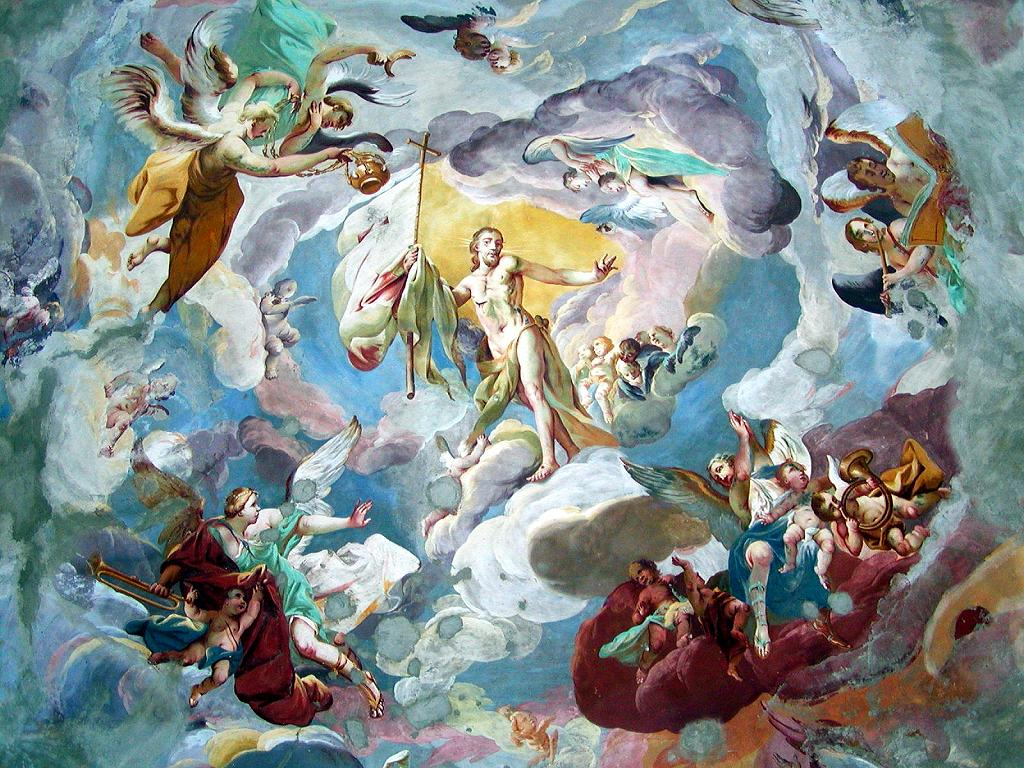
Anton Schmidt, fresková výmalba horního kostela banskoštiavnické Kalvárie

V letech 1766 - 1767 pracoval na interiérové výzdobě kleneb lodi a presbytáře farního kostela Nanebevzetí Panny Marie v Banské Bystrici. Kostel v srpnu 1761 zasáhl velký požár. Po náročné opravě presbytáře a lodi město uzavřelo s malířem v roce 1766 smlouvu na jejich výmalbu. Schmidt zde vytvořil své vrcholné dílo monumentálního charakteru. Fresková výzdoba pokrývá celou plochu valené klenby presbytáře jakož i všechny čtyři pole kleneb lodě. Její ikonografický program rozvádí v souladu se zasvěcením chrámu alegorické zobrazení a mariánskou symboliku. Na jeho ikonograficky neobvyklou výmalbu kostela se navázalo v sedmdesátých letech, kdy byla realizována výměna a doplnění vnitřního vybavení (např. při realizaci nového hlavního oltáře).
Schmidtova zachovaná monumentální díla s jistě rozvrženými konstrukcemi malovaných architektur a dekorativních motivů jsou zaplněna charakteristickými tvary zavalitých figur s nezaměnitelnou typizací tváří. Tvorba Antona Schmidta, územně omezená na oblast středoslovenských báňských měst, je obdobou jevu typického i pro jiné středoevropské regiony. Schmidt je jedním z tvůrců, kteří v lokálních podmínkách úspěšně zužitkovali poznatky získané ve významných centrech výtvarného dění, přizpůsobili se místním potřebám a vytvářeli zde osobité hodnoty.